# Pebasia
Pebasia is een geslacht van hooiwagens uit de familie Cosmetidae.
De wetenschappelijke naam Pebasia is voor het eerst geldig gepubliceerd door Roewer in 1947. 

## Soorten
Pebasia is monotypisch en omvat slechts de volgende soort:
- Pebasia singularis